# Estearina
L'estearina o tristearina, o tristearat gliceril, C57H110O₆,
és un triacilglicerol, un èster de glicerol de l'àcid esteàric derivat del greix animal que es crea com un subproducte del processament de la carn i de l'oli de fetge de bacallà. També es pot trobar en plantes tropicals com la palmera. Es fa servir en la manufactura d'espelmes i sabons. En la fabricació del sabó, l'estearina es mescla amb hidròxid de sodi dissolt en aigua. També es pot usar aquesta reacció que dona glicerina i estearat de sodi el qual serveix de sabó: 
C₃H₅(C18H35O₂)₃ + 3 NaOH → C₃H₅(OH)₃ + 3 C17H35COONa
estearina + 3 hidròxid de sodi → glicerol + 3 estearat de sodi
També es fa servir estearina amb flocs d'alumini per fer pols fosca d'alumini.